# Tursunoy Oxunova
 (décembre 2023).
La mise en forme du texte ne suit pas les recommandations de Wikipédia : il faut le « wikifier ».
Les points d'amélioration suivants sont les cas les plus fréquents :
- Les titres sont pré-formatés par le logiciel. Ils ne sont ni en capitales, ni en gras.
- Le texte ne doit pas être écrit en capitales (les noms de famille non plus), ni en gras, ni en italique, ni en « petit »…
- Le gras n'est utilisé que pour surligner le titre de l'article dans l'introduction, une seule fois.
- L'italique est rarement utilisé : mots en langue étrangère, titres d'œuvres, noms de bateaux, etc.
- Les citations ne sont pas en italique mais en corps de texte normal. Elles sont entourées par des guillemets français : « et ».
- Les listes à puces sont à éviter, des paragraphes rédigés étant largement préférés. Les tableaux sont à réserver à la présentation de données structurées (résultats, etc.).
- Les appels de note de bas de page (petits chiffres en exposant, introduits par l'outil «  Source ») sont à placer entre la fin de phrase et le point final[comme ça].
- Les liens internes (vers d'autres articles de Wikipédia) sont à choisir avec parcimonie. Créez des liens vers des articles approfondissant le sujet. Les termes génériques sans rapport avec le sujet sont à éviter, ainsi que les répétitions de liens vers un même terme.
- Les liens externes sont à placer uniquement dans une section « Liens externes », à la fin de l'article. Ces liens sont à choisir avec parcimonie suivant les règles définies. Si un lien sert de source à l'article, son insertion dans le texte est à faire par les notes de bas de page.
- La présentation des références doit suivre les conventions bibliographiques. Il est recommandé d'utiliser les modèles {{Ouvrage}}, {{Chapitre}}, {{Article}}, {{Lien web}} et/ou {{Bibliographie}}. Le mode d'édition visuel peut mettre en forme automatiquement les références.
- Insérer une infobox (cadre d'informations à droite) n'est pas obligatoire pour parachever la mise en page.

Pour une aide détaillée, merci de consulter Aide:Wikification.
Si vous pensez que ces points ont été résolus, vous pouvez retirer ce bandeau et améliorer la mise en forme d'un autre article.
 (novembre 2023).
Tursunoy Oxunova (russe : Турсуной Махмудовна Ахунова, ouzbek : Tursunoy Oxunova; 20 mai 1937 - 21 septembre 1983) est l'une des premières conductrices de machines à récolter le coton en Ouzbékistan et reçoit le titre de Héros du travail socialiste en 1959 et 1978 pour ses rendements élevés en coton. Membre du parti communiste depuis 1962 et initiatrice de la mécanisation de la récolte du coton, elle devient une figure importante de la politique ouzbèke, siégeant au Soviet suprême de l'URSS des 6e et 8e convocations de 1962 à 1974, ainsi qu'au Présidium du Soviet suprême.

## Les débuts de la vie
Akhunova est née le 20 mai 1937 dans une famille ouzbèke du village de Pakhta, près de Tachkent. Après avoir terminé sa huitième année d'école, elle est entrée à l'école de mécanisation agricole de Karasu à Osh, en République socialiste soviétique de Kirghizie, où elle a obtenu son diplôme en 1954, étant l'une des premières femmes ouzbèkes formées au métier de conductrice d'arracheuse de coton.

## Carrière dans l'agriculture
En 1954, Akhunova est devenue conductrice d'une récolteuse de coton dans la ferme collective portant le nom de S. M. Kirov dans le district de Chinaz, dans l'oblast de Tachkent. Bien qu'elle n'ait récolté que 20 tonnes de coton en 1955, ce qui est inférieur au rendement moyen de 30 tonnes par machine attendu, elle a considérablement amélioré sa productivité au fil des ans, atteignant 210 tonnes de coton récoltées en 1959. Pour sa grande productivité dans la récolte du coton, elle a d'abord été décorée de l'Ordre de Lénine le 14 décembre 1959, mais le 25 décembre 1959, le décret a été annulé et remplacé par l'attribution du titre de Héros du travail socialiste avec l'Ordre de Lénine. Elle a ensuite été promue au poste de chef de brigade à la ferme collective, où elle a initié la mécanisation de toutes les autres parties de la production de coton. En 1962, elle est devenue députée du Soviet suprême, poste qu'elle a occupé jusqu'en 1974. En 1967, elle reçoit le prix Lénine pour son rôle dans l'introduction d'une récolteuse de coton à quatre rangs. Enfin, le 20 février 1978, elle a reçu une autre étoile d'or du Héros du travail socialiste pour ses réalisations dans la compétition du travail de toute l'Union et la mise en œuvre réussie des plans d'augmentation de la production de coton. Elle a continué à travailler comme contremaître de brigade à la ferme collective jusqu'à ce que sa santé se détériore au point qu'elle ne puisse plus travailler. Tout au long de sa vie, elle a milité pour que les femmes ouzbèkes soient plus nombreuses à travailler comme conductrices de récolteuse de coton, et a souvent fait l'objet de reportages dans les journaux ouzbèkes. Elle est décédée le 21 septembre 1983 des suites d'une longue maladie,,.

## Récompenses et distinctions
- Deux fois Héros du Travail Socialiste (25 décembre 1959 et 20 février 1978)
- Trois fois Ordre de Lénine (25 décembre 1959, 14 février 1975 et 20 février 1978)
- Ordre de la bannière rouge du travail (11 janvier 1957)
- Médaille "pour travail distingué" (1er mars 1965)
- Prix Lénine (1967)